# الملاحة (الطفة)

تعديل مصدري - تعديل

الملاحة هي إحدى قرى عزلة القويم بمديرية الطفة التابعة لمحافظة البيضاء، بلغ تعداد سكانها 72 نسمة حسب تعداد اليمن لعام 2004.